# Fábio Lima
Fábio Rodrigo de Lima (Curitiba, 7 de abril de 1982) é um premiado violonista erudito, multi-instrumentista e youtuber brasileiro.

## Carreira
Fábio começou a tocar violão quando conheceu Waldomiro Prodócimo, que o ensinou sobre o instrumento. Também cursou Contraponto e Interpretação com Luíz Cláudio Ribas Ferreira na Escola de Música e Belas Artes do Paraná.
Como bolsista, cursou mestrado em artes na Royal Academy of Music com grandes músicos, como David Russell, Michael Lewin e outros.

## Prêmios
- 2007 - 1° Lugar no XXVI Concurso Latino Americano Rosa Mística – Curitiba - PR
- 2007 - 1° Lugar no XVIII Concurso Nacional Souza Lima – São Paulo - SP
- 2008 - 1º Lugar no III Concurso Nacional Cantareira – São Paulo - SP
- 2008 - 1º Lugar no I Concurso Nacional Solista Heitor Villa-Lobos – São Paulo - SP
- 2008 - Único violonista premiado no Concurso Solistas Música no Museu – Rio de Janeiro – RJ
- 2010 - 1º Lugar no VI Concurso Internacional Fenavipi – Teresina - PI
- 2012 - 1º Lugar no Julian Bream Prize – London - UK[5][4]

## Discografia
- 2016 - Quintal Florido